# Ђизацио (Леко)
Ђизацио је насеље у Италији у округу Леко, региону Ломбардија.
Према процени из 2011. у насељу је живело 37 становника. Насеље се налази на надморској висини од 553 м.